# Panten
Panten est une commune allemande du Schleswig-Holstein, située dans l'arrondissement du duché de Lauenbourg (Kreis Herzogtum Lauenburg), à six kilomètres au nord-ouest de la ville de Mölln. Panten est l'une des 25 communes de l'Amt Sandesneben-Nusse dont le siège est à Sandesneben.

## Personnalités liées à la ville
- Adolf Schulze (1835-1920), baryton né à Mannhagen.